# Kleinmockritz
Kleinmockritz ist ein Ortsteil in der Ortschaft Mochau der Großen Kreisstadt Döbeln im sächsischen Landkreis Mittelsachsen.

## Lage
Der Bauernweiler Kleinmockritz liegt rund 7 km östlich von Döbeln und 2 km östlich von Mochau an der Straße von Mochau zu den Geleitshäusern bzw. nach Dreißig. Nördlich liegen Dürrweitzschen, Meila und Beicha. Südlich des Ortes, der auf rund 240 m liegt, ist der Ort Prüfern. Durch Kleinmockritz fließt der gleichnamige Kleinmockritzer Bach.

## Geschichte
Die Geschichte des Dorfes geht mindestens auf das Jahr 1334 zurück, als Mocricz erstmals erwähnt wurde. Spätere Nennungen sind Mockrucz (1336), Mockreß, Mogkricz (1378), Mogkros (1445), Kleyn-Mockeritz (1543), Klein Muckeritz (1547) und Klein-Mockeritz, Kleinmockritz (1791). Der Ort war in seiner Geschichte nach Beicha gepfarrt und gehört heute zur Kirchgemeinde Beicha-Mochau. Kleinmockritz war 1552 dem Rittergut Hof, 1696 dem Rittergut Graupzig und 1764 dem Rittergut Gödelitz zugehörig. Entsprechend seiner Lage gehörte der Ort zum Bereich des castrum Meißen, dem Erbamt bzw. Amt Meißen sowie später dem Gerichtsamt, der Amtshauptmannschaft und dem Landkreis Döbeln an, bis dieser 2008 im heutigen Landkreis aufging.
1950 wurde Kleinmockritz nach Dreißig eingemeindet, das 1965 in Lüttewitz-Dreißig aufging. Nach der Fusion mit Choren hieß diese Gemeinde dann wieder ausschließlich Lüttewitz. Sie ging drei Jahre später, 1996, in der Gemeinde Mochau auf, die wiederum seit 2016 Teil der Großen Kreisstadt Döbeln ist. Kleinmockritz ist heute ein offizieller Ortsteil von Döbeln.
| Jahr      | 1547/52                      | 1764                        | 1834 | 1871 | 1890 | 1910 | 1925 | 1939 | 1946 |
| --------- | ---------------------------- | --------------------------- | ---- | ---- | ---- | ---- | ---- | ---- | ---- |
| Einwohner | 5 besessene Mann, 6 Inwohner | 7 besessene Mann, 3 Häusler | 84   | 93   | 90   | 79   | 91   | 80   | 118  |

1925 lebten im Ort 90 Lutheraner und ein Katholik.

## Belege
1. 1 2  Mockritz, Klein- – HOV | ISGV. Abgerufen am 6. April 2024.
2. ↑  Große Kreisstadt Döbeln: Hauptsatzung der Großen Kreisstadt Döbeln. 13. Dezember 2019, abgerufen am 6. April 2024.